# 靴が鳴る
- 靴が鳴る[1]
- くつが鳴る[1]
- くつがなる[1]

『靴が鳴る』（くつがなる）は、日本の童謡。文部省唱歌。
作詞は清水かつら、作曲は弘田龍太郎。

## 歌詞
1. お手（てて）つないで　野道を行（ゆ）けば
みんな可愛（かわ）い　車になって
ブーンブンと乗せれば　靴が鳴る
晴れたみ空にも　靴が鳴る
2. 花をつんでは　お頭（つむ）がさせば
みんな可愛（かわ）い　カエルになって
歌と踊れば　靴が鳴る
晴れたみ空にも　靴が鳴る

## 概要
幼児がみんなで手をつなぎながら道を歩き、靴音を鳴らす情景を、車やカエルになるという擬態化（擬人化の逆）表現を含めて描いている。
1919年（大正8年）に刊行された雑誌『少女号』11月号が初出である。同年9月に作詞、同年9月19日に作曲された。
昭和期になり、レコード吹込み用に清水が原作の1番と2番の間に、新たに「蝶ちょ」の歌詞を追加した。この「蝶ちょ」の歌詞は、ニットーレコード（日東蓄音器）版とコロムビア・レコード（日本蓄音器商会）版の2種がある。
1947年（昭和22年）の音楽教科書『二ねんせいのおんがく』に掲載された際には、歌詞と楽譜の一部が改変されている。
2007年（平成19年）に「日本の歌百選」に選ばれた。
シャーリー・テンプルが日本語で吹き込んだレコードが存在する。
作詞者の清水かつらは、この歌のメロディーに歌詞を乗せる形で「幼倶遠足会の歌」を作詞しており、『幼年倶楽部』1936年（昭和11年）7月号にて発表された。